# DB 104 sorozat
A DB 104 sorozat, korábban a DR 204 sorozat (eredetileg DRG E 04 sorozat) egy német 1'Co1' tengelyelrendezésű villamosmozdony-sorozat volt. Összesen 23 db-ot gyártott belőle az AEG 1932 és 1935 között. 1982-ben selejtezték.

## Galéria

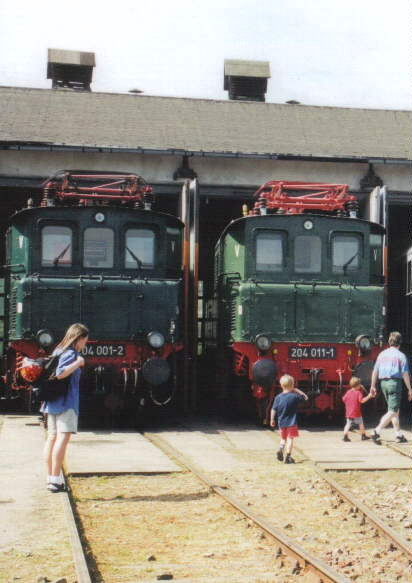
204 001 és 204 011 Weimarban
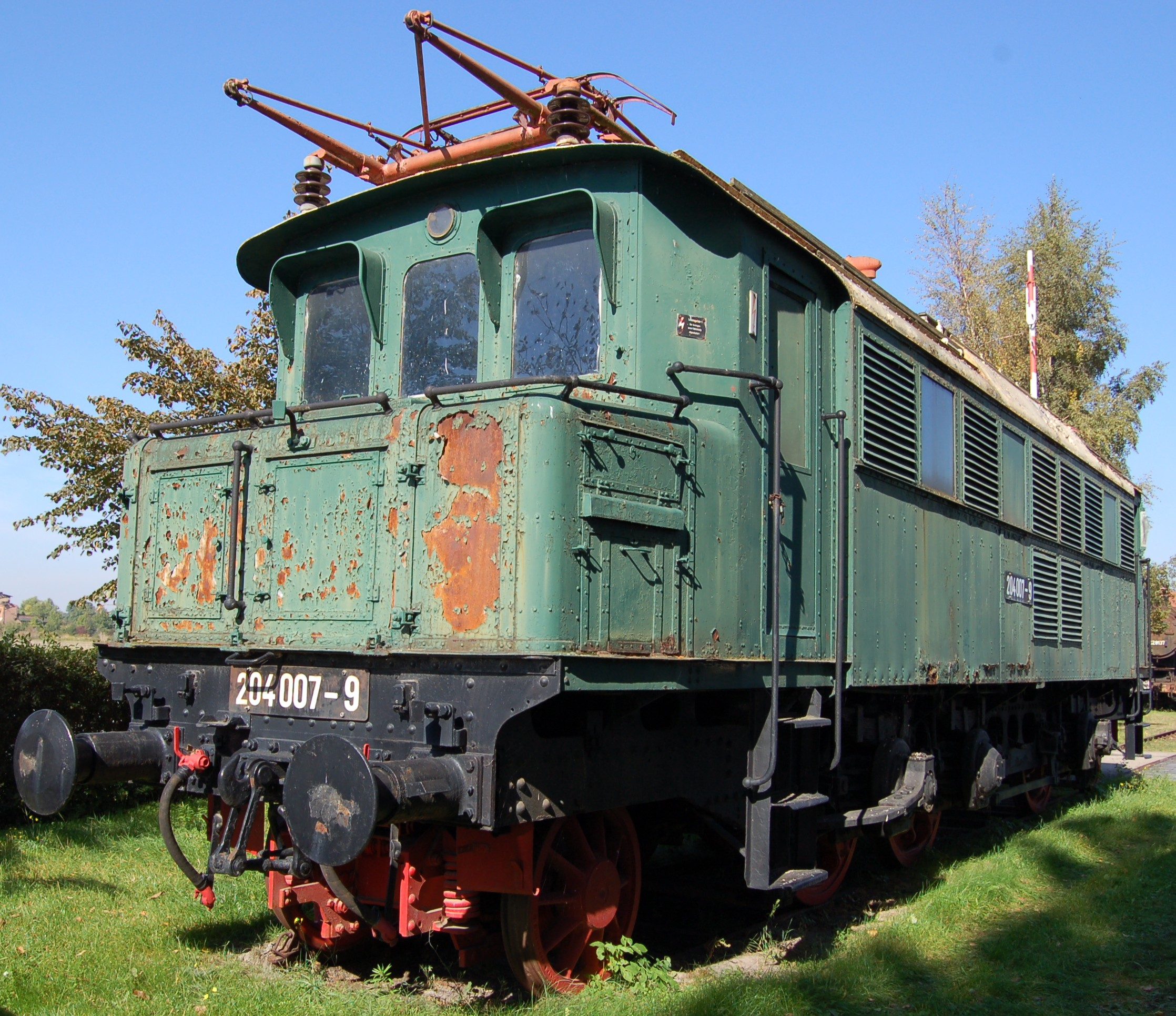
204 007 Staßfurt-ban
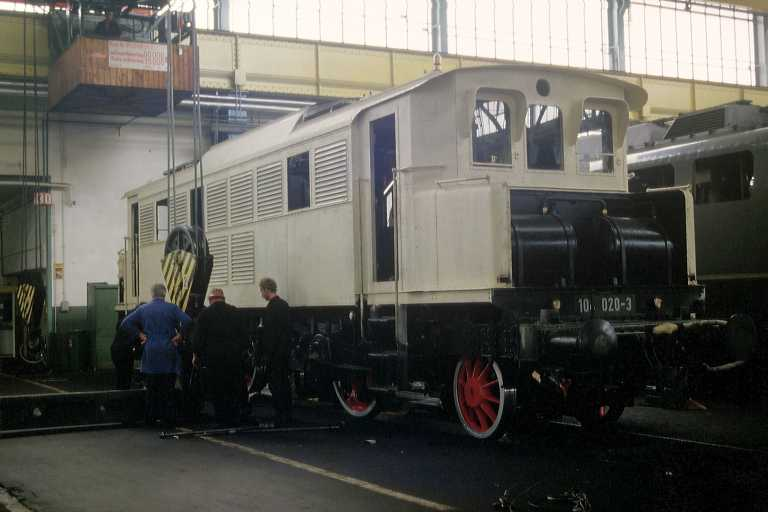
104 020 restaurálás alatt
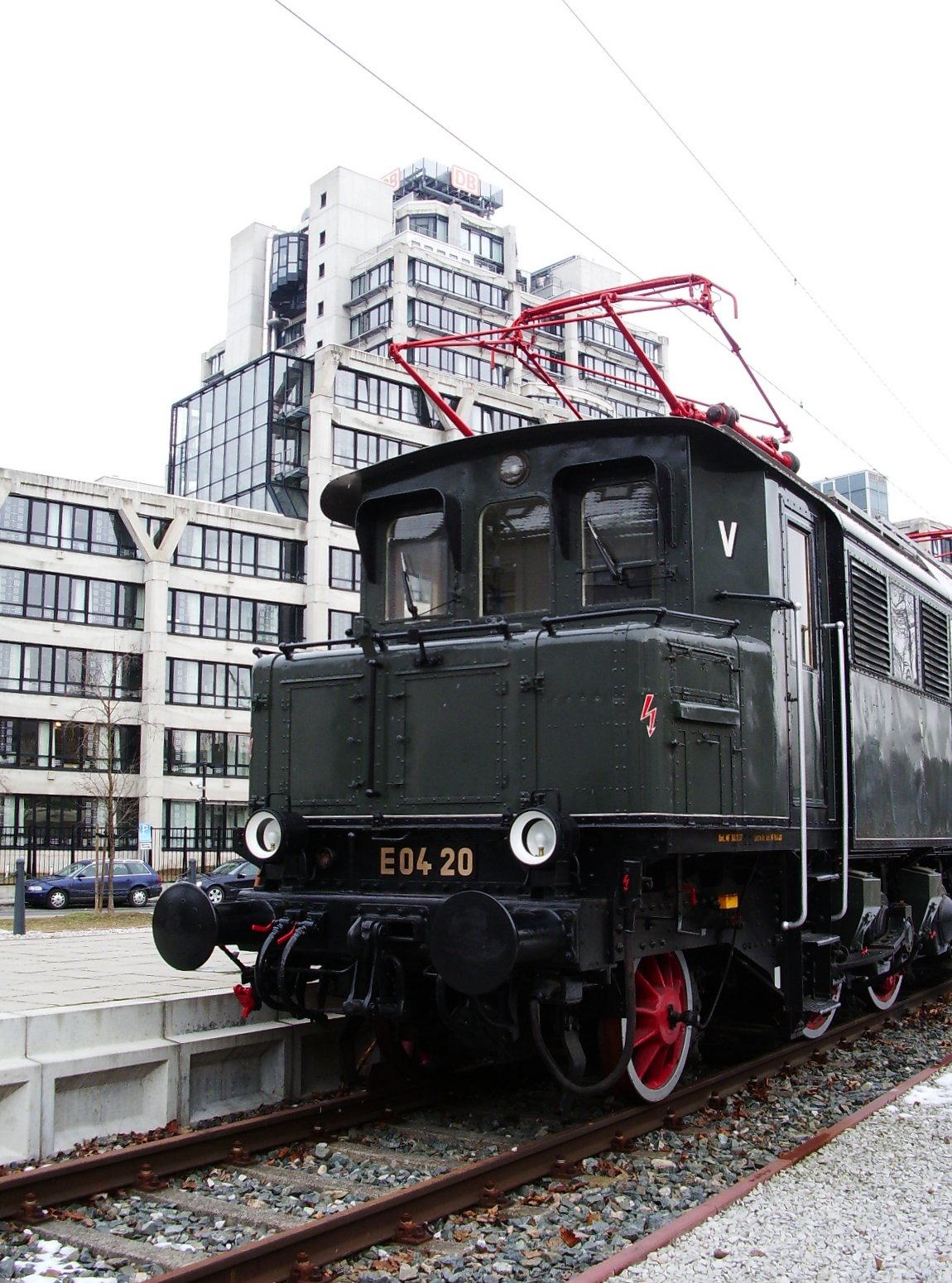
E 04 20 kiállítva Frankfurt am Main-ban